# Louis Frossard
Louis Frossard, död 29 januari 1807 i Paris, var en fransk balettdansare. Han var verksam i Sverige under frihetstiden vid Sällskapet Du Londel, och under den gustavianska tiden vid Kungliga Baletten och Gustav III:s franska teater. Han betraktades länge som en del av eliten inom den Kungliga Baletten och tillhörde den första generationen av medlemmarna i denna trupp. 

## Biografi
Frossard var son till dansaren Edme Frossard. Han var engagerad vid Comédie-Italienne i Paris 1757-1758, i Wien 1759-1761, och 1761-1762 vid La Monnaie i Bryssel tillsammans med sin maka och kollega, Marie-Renée Malter. Mellan 1764 och 1770 var han engagerad vid den Franska teatern i Sverige, dvs vid Sällskapet Du Londel. Under sin tid vid Sällskapet Du Londel räknades han som en av dess främsta dansare: han ansågs som Sveriges främsta dansare av sitt kön efter Louis Gallodier. Då Sällskapet Du Londel upplöstes 1771 lämnade paret Frossard Sverige. 
Då Kungliga Baletten grundades 1773 fanns det alltför få inhemska dansare, och balettmästaren Gallodier rekommenderade då Gustav III att använda sig av de franska dansarna från Sällskapet Du Londel som stannat kvar, eller återkalla dem som lämnat landet. Paret Frossard återkallades då till Sverige och var mellan 1773 och 1776 engagerade vid Kungliga Baletten. De utgjorde, tillsammans med Elisabeth Soligny och Ninon Dubois Le Clerc, stjärnorna i den svenska baletten på 1770-talet innan de första inhemska dansarna hade hunnit utveckla sig. Det var också deras uppgift att utgöra instruktörer för de första inhemska svenska dansarna i Kungliga Baletten. Bland hans elever fanns Charles Louis Didelot. Kvartetten Elisabeth Soligny, Ninon Dubois Le Clerc, Louis Frossard och Marie-Renée Malter betraktas som stommen i den första truppen i Kungliga Baletten, där Magdalena Lundblad och Charlotte Slottsberg tillhörde de få svenska artisterna.   
Paret Frossard var specialister i "danse de caractére et pantomime", dvs dansskådespel. Få dansare sades ha Louis Frossards "lätthet, eldig liflighet och elasticité". Hans mest berömda specialitet var enligt samtida publik "hans konstiga pirouette på den ena foten", och han beröms för den "styrka och skicklighet han med bojor föreställde en fängslad slaf i sin dans". Han var en uppfinningsrik koreograf och sades alltid:
"i sin danser betjena sig af det comiqua och mest uttryckande". Han och hans maka spelade bland annat rollerna som samer i operan Birger jarl säsongen 1774-75.   
År 1774 betalades paret Frossard en gemensam lön på 25.000 koppardaler, vilket var lika mycket som premiärdansösen Du Tillet. Som jämförelse hade Carl Stenborg år 1773 en lön 3.000 samt en årlig recett, Lovisa Augusti år 1776 6.000 koppardaler, Caroline Müller och hennes make 1.333 riksdaler (Varav hon 166 daler enskilt och fri utfodring för två hästar). Den högst betalda var operaprimadonnan Elisabeth Olin med 666 riksdaler 32 skilling som både lön och livspension. Medlemmarna i baletten hade alltså hög status.        
Paret Frossard avslutade sin verksamhet i Sverige 1776, och lämnade då landet. De var engagerade i Lyon i Frankrike 1782-1785 som dansare och balettmästare, och mellan 1785 och 1791 vid italienska teatern i Paris.        